# Качелино
Каче́лино (тат. Кәче) — село в Арском районе Республики Татарстан, административный центр Качелинского сельского поселения.

## География
Село расположено на реке Казанке, в 6 километрах к юго-западу от города Арска.

## История
Известно с 1602 года.
В «Списке населенных мест по сведениям 1859 года», изданном в 1866 году, населённый пункт упомянут как казённая деревня Качелино 1-го стана Казанского уезда Казанской губернии. Располагалась при реке Казанке, по левую сторону Сибирского почтового тракта, в 55 верстах от уездного и губернского города Казань и в 32 верстах от становой квартиры во владельческой деревне Пермяки (Богородское). В деревне, в 171 дворе жили 1173 человека (590 мужчин и 583 женщины), были 2 мечети.

## Население
| 1782 | 1859 | 1897 | 1908 | 1920 | 1926 | 1938 | 1949 | 1958 | 1976 | 1979 | 1989 | 2002 | 2010 | 2015 |
| ---- | ---- | ---- | ---- | ---- | ---- | ---- | ---- | ---- | ---- | ---- | ---- | ---- | ---- | ---- |
| 213  | 1173 | 1713 | 1951 | 1780 | 1923 | 1675 | 1214 | 1074 | 991  | 930  | 885  | 900  | 869  | 832  |

Национальный состав села — татары.

## Экономика
Полеводство, молочное скотоводство.

## Религия
Мечеть (с 1988 г.).